# Гражданско-правовая ответственность
Гражда́нско-правовая отве́тственность — последствия, возникающие на основании гражданского правонарушения.
Гражданско-правовая ответственность — это одна из форм государственного принуждения, состоящая во взыскании судом с правонарушителя имущественных санкций, перелагающих на правонарушителя невыгодные имущественные последствия его поведения и направленных на восстановление нарушенных прав потерпевшего.
Гражданско-правовая ответственность – это институт Общей части гражданского права, распространяющий своё действие по общему правилу на все виды гражданских правоотношений. 
Обязанность правонарушителя состоит в совершении определённого имущественного действия, удовлетворяющего  законный интерес лица, чьё право нарушено, либо в лишении определённых гражданских прав правонарушителя, либо в побуждении совершить определённые действия. К исполнению правонарушитель может быть присужден по иску потерпевшего. Иск может быть возложен судом на правонарушителя.
Гражданская ответственность заключается в применении к правонарушителю (должнику) в интересах другого лица (потерпевшего, кредитора) либо государства установленных законом или договором мер воздействия, влекущих для него отрицательные, экономически невыгодные последствия имущественного характера — возмещение убытков, уплату неустойки.
Гражданская ответственность является имущественной и носит компенсационный характер.
Гражданская ответственность подразделяется на договорную и внедоговорную , долевую, солидарную и субсидиарную.

## Характеристика
Гражданско-правовая ответственность построена на ряде принципов, таких как:
- неотвратимость ответственности;
- индивидуализация;
- полное возмещение вреда.

Гражданско-правовая ответственность выполняет ряд функций:
- Защитная (относительно пострадавшего)
- Компенсационная
- Профилактическая
- Превентивная

## Формы гражданско-правовой ответственности
Под формой гражданско-правовой ответственности понимается форма выражения тех дополнительных обременений, которые возлагаются на правонарушителя. Гражданское законодательство предусматривает различные формы ответственности. Различают следующие формы: 
- Компенсационная — возмещение убытков, компенсация морального вреда
- Штрафная — уплаты неустойки, потери задатка и т. д.
- Запретительная — запреты, ограничения в правах в отношении правонарушителя.
- Понуждение — нарушитель понуждается к совершению каких-либо действий.

## Виды гражданско-правовой ответственности
В зависимости от признака классификации ответственность может:
1. Договорная, законная и ответственность по обычаю
2. Непосредственная, регрессивная
3. Полная, ограниченная
4. Единоличная, долевая
5. Солидарная, субсидиарная
6. Личная, ответственность за третьих лиц
7. Денежная, в натуральном виде

## Условия гражданско-правовой ответственности
Ответственность по гражданскому праву наступает за правонарушение, то есть действие или бездействие, нарушающее требования закона или договора. В частности, в случае нарушения одним лицом имущественных или личных неимущественных прав другого лица, неисполнения или ненадлежащего исполнения лицом возложенных на него законом или договором обязанностей, при злоупотреблении гражданскими правами.
Правонарушение всегда конкретно. Несмотря на это, можно выделить некоторые общие условия, которые присутствуют, как правило, при любом гражданском правонарушении, и специальные условия, свойственные определенному виду гражданских правонарушений.
Совокупность общих, типичных условий, наличие которых необходимо для возложения ответственности на нарушителя гражданских прав и обязанностей и которые в различных сочетаниях встречаются при любом гражданском правонарушении, называют составом гражданского правонарушения.
Эти условия следующие:
- противоправное нарушение лицом возложенных на него обязанностей и субъективных прав других лиц;
- наличие вреда или убытков;
- причинная связь между противоправным поведением правонарушителя и наступившими вредоносными последствиями;
- вина правонарушителя.

В отдельных случаях гражданская ответственность может наступать и при отсутствии вины причинителя вреда, например, ответственность источника повышенной опасности.